# Mika Caiolas
 (juin 2020).
Pour les articles homonymes, voir Silva.
Michaël Da Silva, connu également sous le nom de « Mika Caïolas » ou « Caïolas Barber », né le 22 juin 1981  à Pontault-Combault[réf. souhaitée], est un barbier français connu notamment pour son travail sur les footballeurs. 

## Biographie
Mika Caïolas est issu d'un milieu modeste. En 2008, alors propriétaire d'un salon à Ozoir-la-Ferrière, il rencontre par une connaissance commune Sulley Muntari et le coiffe. Il ouvre ensuite Hair Play, où il conserve une clientèle de salon et se déplace à domicile pour différents sportifs dont Mamadou Sakho ou encore Steve Mandanda. 
En 2016, il réalise sur Paul Pogba une coupe de cheveux « léopard » qualifiée de « nouvelle fantaisie capillaire » du joueur par le journal L'Équipe. La même année, il dessine une feuille d'olivier peroxydée sur le crâne de Ricardo Quaresma. Si l'entraîneur Fernando Santos juge, sur le ton de la plaisanterie, qu'il s'agit d'un « travail d'artiste », So Foot se montre plus critique en parlant d'une coupe de « mauvais goût ». Il a également eu pour client Cristiano Ronaldo.
En 2017, il ouvre le Barber Factory à Paris avec Raphaël Pépin. La clientèle se diversifie avec des participants de télé-réalité ou des artistes comme DJ Snake et Malik Bentalha. En parallèle, les associés se rendent régulièrement à Clairefontaine pour les joueurs de l'équipe de France.